# Hugo Grocije
Hugo Grocije (hol. Huig de Groot ili Hugo de Groot, lat. Hugo Grotius; 1583 — 1645) je bio holandski filozof, pravnik, humanista, pisac i diplomata. Smatra se osnivačem nauke međunarodnog prava i prvim misliocem zastupnikom ideje o prirodnom pravu.

## Detinjstvo i mladost
Hugo Grocije je rođen u holandskom gradu Delftu 1583. godine za vreme Holandske buržoaske revolucije (ili Osamdesetogodišnjeg rata) kao prvo dete u porodici Jana de Groa i Alide van Overšije. Njegov otac je bio veoma obrazovan i politički aktivan čovek. Već sa osam godina naučio je Huga da piše stihove na latinskom vaspitavajući ga na tradicionalnim humanističkim osnovama oslanjajući se na filozofsko učenje Aristotela. Sa samo jedanaest godina upisao je studije na Univerzitetu u Lajdenu. Studirao je sa najčuvenijim intelektualcima severne Evrope kao što su Rudolf Snelijus, Žozef Just Skaliger i Fransisko Junije. Po okončanju studija 1598. godine pridružio se uticajnom holandskom državniku Johanu van Oldenbarnveltu kao pratilac u diplomatskoj misiji u Francusku. U Francuskoj, kralj Anrija IV je primio nadarenog petnaestogodiđnjeg Huga koji ga je impresionirao svojom svestranošću i širokim znanjem, te ga je kralj nazvao "Čudom Holandije". Grocijus se kretao u intelektualnim krugovima za sve vreme boravka u Francuskoj. Upisao je pravo na Univerzitetu u Orleanu gde je stekao titulu počasnog doktora prava. Po povratku u otadžbinu radio je kao advokat u Hagu 1599. godine, a 1601. godine imenovan je za službenog istoriografa Holandije. U to vreme izdaje Satirikon Marcijana Kapele, a piše i tri latinske tragedije (Adamus exul, Christus patiens i Sophomphaneos).
Zahvaljujući poznanstvu sa Johanom van Oldenbarnveltom Hugo je postavljen za njegovog ličnog savetnika. Bio mu je desna ruka i odigrao je značajnu ulogu u njegovoj političkoj karijeri. Godine 1608. oženio se sa Mari van Rajgersbergen sa kojom je imao osmoro dece od kojih je četvoro umrlo u ranoj mladosti. Bio je u službi princa Morisa od Nasaua koji ga je poslao u London u svojstvu ambasadora, a od od 1613. do 1617. godine bio je guverner Roterdama.

## Od-а do
predstavlja Grocijev rukopis koji se bavio pravom jedne države da, u slučaju rata, zapleni imovinu neprijatelja. On je nastao kao potreba da širu međunarodnu javnost ubedi u ispravnost odluke kapetana Jakoba van Hemserka da 1603.g. zapleni portugalski trgovački brod "Santa Katalina". Problem u ovom slučaju predstavlja činjenica da, u neposredna ratna dejstva, nije bio umešan ni brod koji je zaplenjen, niti plenitelj (plenitelj je pripadao kompaniji Junajted Amsterdam, koja je bila deo Holandske istočnoindijske kompanije, i nije imao ovlašćenje da upotrebljava silu). Kao posledica toga izbio je veliki međunarodni skandal i čitava stvar je završila pred sudom. Predstavnici Kompanije su dali zaduženje Grociju da stvori nekakvo validno pravno opravdanje za ovaj čin kapetana van Hemserka. Rezultat njegovog napora bio je dokument De Indis. Međutim, sticajem određenih okolnosti ovaj dokument nije nikada zvanično objavljen. Naime, njegova svrha bila je da stvori pravni osnov za odbranu Kompanije, što, kako se kasnije ispostavilo, nije ni bilo potrebno, jer je sud presudio u korist Holanđana (pre svega zbog pritiska brojnih akcionara koji su želeli svoj deo zaplenjenog bogatstva). De Indis je objavljen tek 1864. i to pod imenom De Jure Praedae (O pravu plena), iako je Grocije principe koje je izneo u njemu inkorporisao u svoje drugo, mnogo važnije delo iz oblasti međunarodnog javnog prava - Mare liberum.
Mare liberum ili Slobodno more (objavljeno 1609) je značajno Grocijevo pravno delo u kojem se on zalaže za slobodan pristup i iskorišćavanje mora za sve države. Početkom sedamnaestog veka mlada holandska država suočavala se sa velikim problemom u vidu trgovinskog monopola tadašnjih svetskih sila - Engleske, Francuske, Španije i Portugala. Naime, ove države su proglašavale sopstveni suverenitet ne samo nad svojim priobaljem, već nad čitavim morskim površinama na kojima su one obavljali svoju trgovinu. Grocije je pokušao da da pravni osnov za širi međunarodni konsenzus kojim bi se okončala monopolizacija pomorskih trgovačkih puteva i omogućila ravnopravnija konkurencija između pomenutih sila i manjih država (mada, po nekima, Mare liberum predstavlja opravdanje za novu monopolizaciju mora, ovaj put od strane Holandije). Kao posledica toga Holandija je usvojila doktrinu slobodne trgovine (v. Liberalizam), iako samo deklarativno, jer je proglašavala monopole na svojim kolonijalnim područjima. Kao odgovor na ovo Kromvelov Parlament je, 1651. usvojio Navigacioni Akt, kojim je ograničio uvoz stranih roba u Englesku što je predstavljalo uvod u seriju Enlesko-holandskih ratova. Iako Mare liberum nije nikada zaživeo šire od Holandije, principi koje je ovde izneo Grocije poslužili drugim pravnicima prilikom njihovog, delotvornog, ograničavanja monopola (npr. De domino maris - O vlasti nad morem Kornelijusa Binkershuka iz 1702, kojim je suverenitet nad morem ograničen na prostor do tri milje od matične obale)

## Arminijanski spor i izgnanstvo
Godine 1615. Hugo učestvovao je u političko-religioznom konfliktu između pristalica dve različite verske struje. Sa jedne strane bili su arminijanci (holandski protestanti ili remonstranti) koji su se udaljili od izvornog učenja kalvinizma i čiji je predvodnik bio Jakub Arminije, glavni bogoslov Lajdena, i takozvani antiremonstranti ili gomaristi (po bogoslovu Fransisku Gomaru zatupniku ortodoksne varijante kalvinističkog učenja) koji su ostali verni izvornom kalvinističkom učenju. Posle smrti Arminija arministi su izdali akt koji je poznat i pod imenom Remonstracija (otuda su se zvali i remonstranti) u kojem su se odrekli fundamentalnih principa kalvinizma i učenja o predestinaciji. Hugo i Olderbarnevelt su stali na stranu remonstranata, a princ Moris od Nasaua poržao je kalvinističku vladu i gomariste koji su odneli pobedu nad arminijancima Dordrehtskim saborom 1618. godine. Zbog toga je Hugo bio osuđen za izdaju, a Olderbarnevelt po naređenju princa Morisa ubijen. Hugo je uspeo da pobegne iz zatvora u Pariz tako što se sakrio u sanduk za knjige. Od 1635. do 1644. godine bio je postavljen za švedskog ambasadora u Parizu. Na jednom od svojih putovanja u povratku za Pariz njegov brod je zadesio brodolom u kojem je Hugo izgubio život.

## 
je svakako Grocijevo najznačajnije delo. Ono je nastalo kao pokušaj da se uvede, kakvo-takvo racionalno razmišljanje vladara po pitanju rata. Evropa je u to vreme bila poprište dva velika rata - osamdesetogodišnji rat za nezavisnost Holandije i Tridesetogodišnji rat, koji su doneli ogromno razaranje i stravične žrtve među civilnim stanovništvom. Tome se nekako moralo stati na put, a De iure belli ac pacis predstavlja prvi dobar pokušaj. Delo je objavljeno 1625. i posvećeno je Luju XIII. Ono sadrži tri knjige u kojima autor raspravlja o ratu polazeći od načela prirodnog prava. U prvoj knjizi Grocije postavlja principe tzv. "opravdanog rata", odn. postavlja teorijski osnov kojim bi opravdao započinjanje i vođenje rata. U drugoj knjizi navodi konkretne situacije u kojima je rat dozvoljen (ius ad bellum) to jest pravo povodom rata: samoodbrana, restitucija (da se neprijatelj odvrati od nekih zahteva) i retribucija (kazna). I, na kraju, u trećoj knjizi raspravlja o ponašanju u ratu (ius in bello), odn. daje konkretne primere šta se sme, a šta ne sme raditi u ratu, bez obzira da li je taj rat opravdan ili ne. Teorijska postavka koju je Grocije izneo u ovom delu imala je snažan uticaj na razvoj modernog međunarodnog javnog prava.

## Poslednje godine
Hugo i izgananstvu u Parizu piše i neka svoja najpoznatija dela. Posle smrti princa Morisa 1625. godine mnogi remonstranti su se vratili u Holandiju. Hugo je odbio da se pokaje i izvini jer bi to značilo prihvatanje sopstvene krivice. I pored više molbi upućenih za povratak u otađbinu repatrijacija mu je odbijena. Od 1635. do 1644. godine biva postavljen za ambasadora Švedske u Parizu. Švedski kralj Gustav II Adolf bio je veliki Hugov poštavalac. Govorio je da u svim svojim pohodima Grocijusovo čuveno delo De iure belli ac pacis nosi i drži pod sedlom. Na jednom od svojih putovanja u povratku iz Pariza za Švedsku njegov brod je zadesio brodolom u kojem je Hugo tragično izgubio život. Bilo je to uz breg nemačkog grada Roštoka 1645. godine. Njegovo telo vraćeno je u Holandiju gde je sahranjen u Novoj crkvi (Nieuwe Kerk) u svom rodnom Delftu.

## Zanimljive činjenice iz života
- Životni i lični moto Huga Grocijusa bila je latinska izreka "Ruit ora" (vreme leti).
- Sam sebi je za života sastavio epitaf koji glasi:

"Grotius hic Hugo est, Batavum captivus et exsul Legatus regni, Suecia magna, tui."
"Ovde počiva Hugo, batavijski zatočenik i izgnanik i ambasador kraljevstva velike Švajcarske"
- Poslednje reči: "Razumevajući mnoge stvari nisam postigao ništa."

## Dela
Spisak značajnijih dela sa mestom i godinom izdanja. Veliki broj Grocijevih dela izdato je tek posle njegove smrti.
- (Adamovo progonstvo; tragedija) - Hag, 1601.
- (Kako popraviti Holandsku republiku; rukopis 1601) - Hag, 1984.
- (Poređenje ustava; rukopis 1601-02) - Harlem 1801-03
- (rukopis 1604-05) - 1868. kao De Jure Praedae (O pravu plena)
- (Stradanje Isusovo; tragedija) - Lajden, 1608.
- (Slobodno more) - Lajden, 1609.
- (O istoriji Batavijske republike) - Lajden, 1610.
- (rukopis 1611) - Lajden, 1988.
- (Anali i istorija Nizozemske; rukopis 1612) - Amsterdam, 1657.
- (Pobožnost države Holandije i zapadne Frizije) - Lajden, 1613.
- (O moći suverena u religijskim pitanjima; rukopis 1614-17) - Pariz, 1647.
- (Uvod u holandsku pravnu nauku; napisano u Loenstinu) - Hag, 1631.
- (Dokaz prave religije; didaktička poema) - Roterdam, 1622.
- (O pravu rata i mira) - Pariz, 1625 (drugo izdanje u Amsterdamu 1631)
- (O istini hrišćanske religije) - Pariz, 1627.
- (Josif; tragedija) - Amsterdam, 1635.
- (Disertacija o poreklu američkih naroda) - Pariz 1642.
- (Put do mira između religija) - Pariz, 1642.
- (Komentar Starog zaveta) - Amsterdam, 1644.
- (Komentar Novog zaveta) - Amsterdam i Pariz, 1641-50
- (O sudbini) - Pariz, 1648.

## Literatura
- van Ittersum, Martine Julia (2006). Hugo Grotius, Natural Rights Theories and the Rise of Dutch Power in the East Indies 1595–1615. Boston: Brill. ISBN 978-90-04-14979-3.
- Vreeland, Hamilton (1917). Hugo Grotius: The Father of the Modern Science of International Law. New York: Oxford University Press. ISBN 978-0-8377-2702-8.
- Bayle, Pierre. . „Grotius”. Dictionaire historique et critique (3rd изд.). Rotterdam: Michel Bohm. 1720.).
- Alvarado, Ruben. (2018). The Debate that Changed the West: Grotius versus Althusius. Aalten: Pantocrator Press.. ).[мртва веза]
- Bell, Jordy (1980). Hugo Grotius: Historian. Ann Arbor, MI: University Microfilms.
- Blom, Hans W. (ed.): Property, Piracy and Punishment: Hugo Grotius on War and Booty in De Iure Praedae – Concepts and Contexts. Leiden, BRILL, 2009, 416pp
- Blom, H. W.; Winkel, L. C.: Grotius and the Stoa. Van Gorcum Ltd, 2004, 332pp
- Borschberg, Peter, 2011, Hugo Grotius, the Portuguese and Free Trade in the East Indies, Singapore and Leiden: Singapore University Press and KITLV Press.
- Brandt, Reinhard. Eigentumstheorien von Grotius bis Kant (Problemata).. Stuttgart-Bad Cannstatt: Frommann-Holzboog, 1974, 275pp
- Buckle, Stephen (1991). Natural Law and the Theory of Property: Grotius to Hume. Oxford University Press.. USA, 1993, 344pp
- Hedley Bull, Benedict Kingsbury; Adam Roberts, ,., ур. (1990). Hugo Grotius and International Relations. Oxford University Press.
- Burigny, Jean Lévesque de: The Life of the Truly Eminent and Learned Hugo Grotius: Containing a Copious and Circumstantial History of the Several Important and Honourable Negotiations in Which He was Employed; Together with a Critical Account of His Works. London: printed for A. Millar, 1754. Also Echo Library, 2006.
- Butler, Charles (1826). The Life of Hugo Grotius: With Brief Minutes of the Civil, Ecclesiastical, and Literary History of the Netherlands. London: John Murray.
- Chappell, Vere. Grotius to Gassendi (Essays on Early Modern Philosophers).. Garland Publishing Inc, New York, 1992, 302pp
- Craig, William Lane (1985). The Historical Argument for the Resurrection of Christ During the Deist Controversy.. Texts and Studies in Religion, Vol. 23. Lewiston NY & Queenston, Ontario: Edwin Mellen Press.
- Dulles, Avery (1999). A History of Apologetics. Eugene, Oregon: Wipf & Stock.
- Dumbauld, Edward (1969). The Life and Legal Writings of Hugo Grotius. University of Oklahoma Press. ISBN 978-0-8061-0848-3.. Norman, OK: University of Oklahoma Press.
- Edwards, Charles S. (1981). Hugo Grotius, The Miracle of Holland: A Study in Political and Legal Thought. Chicago: Nelson Hall. ISBN 978-0-88229-624-1.
- Falk, Richard A.; Kratochwil, Friedrich; Mendlovitz, Saul H.: International Law: A Contemporary Perspective (Studies on a Just World Order, No 2). Westview Press. 1985.
- Feenstra, Robert; Vervliet, Jeroen: Hugo Grotius: Mare Liberum (1609–2009). BRILL, 2009, 178pp
- Figgis, John Neville (1907). Studies of Political Thought from Gerson to Grotius 1414–1625. Cambridge University Press.
- Gellinek, Christian. Hugo Grotius (Twayne's World Authors Series).. Twayne Publishers Inc., Boston, U.S., 1986, 161pp
- Grotiana. Assen, The Netherlands: Royal Van Gorcum Publishers. A journal of Grotius studies, 1980–.
- Gurvitch, G (1927). La philosophie du droit de Hugo Grotius et la théorie moderne du droit international,. Revue de Metaphysique et de Morale. 34: 365—391. Недостаје или је празан параметар |title= (помоћ).
- Haakonssen, Knud (1996). Natural Law and Moral Philosophy: From Grotius to the Scottish Enlightenment. Cambridge University Press.
- Haakonssen, Knud (1985). „Grotius and the History of Political Thought”. Political Theory. 13 (2): 239—65. S2CID 144743124. doi:10.1177/0090591785013002005.
- Haggenmacher, Peter (1983). Grotius et la doctrine de la guerre juste. Paris: Presses Universitaires de France.
- Haskell, John D. (22. 7. 2011). „Hugo Grotius in the Contemporary Memory of International Law: Secularism, Liberalism, and the Politics of Restatement and Denial”. Emory International Law Review. 25 (1). SSRN 1893205 .
- Heering, Jan-Paul: Hugo Grotius As Apologist for the Christian Religion: A Study of His Work De Veritate Religionis Christianae, 1640 (Studies in the History of Christian Thought). Brill Academic, 2004, 304pp
- Jeffery, Renée (2006). Hugo Grotius in International Thought (Palgrave MacMillan History of International Thought) (1st изд.). Palgrave Macmillan., 224pp
- Keene, Edward (2002). Beyond the Anarchical Society: Grotius, Colonialism and Order in World Politics.. Port Chester, N.Y.: Cambridge University Press, 2002
- Kingsbury, Benedict. A Grotian Tradition of Theory and Practice?: Grotius, Law, and Moral Skepticism in the Thought of Hedley Bull. (Quinnipiac Law Review., No.17, 1997)
- Knight, W.S.M. (1925). The Life and Works of Hugo Grotius. London: Sweet & Maxwell, Ltd.
- Lauterpacht, Hersch, 1946, "The Grotian Tradition in International Law," in British Yearbook of International Law.
- Leger, James. St (1962). The 'Etiamsi Daremus' of Hugo Grotius: A Study in the Origins of International Law. Rome: Pontificium Athenaeum Internationale.
- Mühlegger, Florian, Hugo Grotius. Ein christlicher Humanist in politischer Verantwortung. Berlin and New York, de Gruyter, 2007, XIV, 546 S. (Arbeiten zur Kirchengeschichte, 103).
- Neff, Stephen C. (2012). Hugo Grotius On the Law of War and Peace: Student Edition. Cambridge University Press. ISBN 978-0-521-12812-4.
- Nellen, Henk J. M. (2007). Hugo de Groot: Een leven in strijd om de vrede (official Dutch State biography). The Hague: Balans Publishing.
- ——— and Rabbie, eds (1994). Hugo Grotius, Theologian. New York: E..J. Brill.
- O'Donovan, Oliver. 2004. "The Justice of Assignment and Subjective Rights in Grotius," in Bonds of Imperfection: Christian Politics Past and Present.
- O'Donovan, Oliver; O'Donovan, Joan Lockwood: From Irenaeus to Grotius: A Sourcebook in Christian Political Thought. Wm. B. Eerdmans Publishing Company, 1999, 858pp
- Onuma, Yasuaki, ур. (1993). A Normative Approach to War: Peace, War, and Justice in Hugo Grotius. Oxford: Clarendon Press.
- Osgood, Samuel (2007). Hugo Grotius and the Arminians. Hila, MT: Kessinger Pub.
- Powell, Jim; Powell, James; Johnson, Paul: The Triumph of Liberty: A 2,000 Year History Told Through the Lives of Freedom's Greatest Champions (1st изд.). Free Press. 2002.
- Remec, Peter Paul (1960). The Position of the Individual in International Law according to Grotius and Vattel. The Hague: Nijhoff.
- Rommen, Heinrich (1948). The Natural Law: A Study in Legal and Social History and Philosophy., trans. Thomas R. Hanley. Introduction and Bibliography by Russell Hittinger. Indianapolis: Liberty Fund, 1998
- Salter, John. (2001) "Hugo Grotius; Property and Consent." Political Theory 29, no. 4, 537–55.
- Salter, John (фебруар 2010). „Adam Smith and the Grotian Theory of Property”. The British Journal of Politics & International Relations. 12 (1): 3—21. doi:10.1111/j.1467-856X.2009.00390.x.
- Scharf, Michael P. (2013). Customary International Law in Times of Fundamental Change: Recognizing Grotian Moments. Cambridge University Press.
- Scott, Jonathan. „The Law of war: Grotius, Sidney, Locke and the political theory of rebellion”.  Ур.: Simon Groenveld and Michael Wintle. Britain and the Netherlands, vol. XI The Exchange of Ideas., pp. 115–32.
- Sommerville, Johann P. „Selden, Grotius, and the Seventeenth-Century Intellectual Revolution in Moral and Political Theory,”.  Ур.: Victoria Kahn and Lorna Hutson, eds.,. Rhetoric and Law in Early Modern Europe.. New Haven, Yale University Press, 2001, pp. 318–44
- Straumann, Benjamin (2007). Hugo Grotius und die Antike. Römisches Recht und römische Ethik im frühneuzeitlichen Naturrecht.. Baden-Baden: NOMOS,
- Stumpf, Christoph A. (2006). The Grotian Theology of International Law: Hugo Grotius and the Moral Fundament of International Relations. Berlin: Walter de Gruyter.
- Takahashi, Sakuyei (1908). The Influence of Grotius in the Far East. Brooklyn.. Brooklyn, NY: Brooklyn Institute of Arts and Sciences, Dept. of Law, 1908.
- Thomson, Erik (децембар 2007). „France's Grotian moment? Hugo Grotius and Cardinal Richelieus commercial statecraft”. French History. 21 (4): 377—394. doi:10.1093/fh/crm053.
- Johannes Thumfart: "The Economic Theology of Free Trade. On the relationship between Hugo Grotius's Mare Liberum and Francisco de Vitoria's Relectio de Indis recenter inventis, following Giorgio Agamben's enhancement of Carl Schmitt's notion of Political Theology". In: Grotiana 30/2009, pp. 65–87.
- Tooke, Joan D (1965). The Just War in Aquinas and Grotius.. S.P.C.K, 1965, 337pp
- Tuck, Richard (1982). Natural Rights Theories: Their Origin and Development. Cambridge, England: Cambridge University Press.
- Philosophy and Government: 1572–1651. Cambridge University Press. 1993.
- The Rights of War and Peace: Political Thought and the International Order from Grotius to Kant. Oxford University Press. 1999. ISBN 978-0-19-820753-5.
- van Ittersum, Martine Julia, . "Preparing.  Ittersum, Martine van (2007). Mare liberum. for the Press. doi:10.1163/187607508X366445.. Hugo Grotius’ Rewriting of Chapter 12 of De iure praedae in November-December 1608" (2005–2007) 26–28 Grotiana 246
- van Vollenhoven, Cornelius (1926). Grotius and Geneva.. Bibliotheca Visseriana, Vol. VI.
- Three Stages in the Evolution of International Law. The Hague: Nijhoff. 1919.
- Waszink, Jan: "Lipsius and Grotius: Tacitism" History of European Ideas 39/2 (2013), p. 151-168 link: http://www.tandfonline.com/doi/full/10.1080/01916599.2012.679114
- Weeramantry, Christopher: "The Grotius Lecture Series: Opening Tribute to Hugo Grotius". (First Grotius Lecture, 1999)
- White, Andrew Dickson (1910). Seven Great Statesmen in the Warfare of Humanity with Unreason. New York, The Century Co. (1915)
- Wight, Martin. International Theory: the Three Traditions. Leicester University Press.. for the Royal Institute of International Affairs, 1996, 286pp
- Wight, Martin (2005).  Wight, Gabriele; Porter, Brian, ур. Four Seminal Thinkers in International Theory: Machiavelli, Grotius, Kant, and Mazzini. Oxford University Press Oxford. ISBN 9780199273676.
- Wilson, Eric. Savage Republic: De Indis of Hugo Grotius, Republicanism and Dutch Hegemony within the Early Modern World-System (c. 1600–1619).. Martinus Nijhoff, 2008, 534p
- Zuckert, Michael P. (1998). Natural Rights and the New Republicanism. Princeton University Press.

## Spoljašnje veze
- Hugo Grotius на сајту Пројекат Гутенберг (језик: енглески)
- Hugo Grocije на сајту Internet Archive (језик: енглески)
- Hugo Grocije на сајту LibriVox (језик: енглески)
- Works by Hugo Grotius in the Online Library of Liberty
- „Works by Hugo Grotius”. Архивирано из оригинала 14. 01. 2022. г. Приступљено 23. 12. 2018. in „Short Title Catalogue Netherlands (STCN)”. Архивирано из оригинала 31. 05. 2020. г. Приступљено 23. 12. 2018.

Individualni radovi
- „On the Laws of War and Peace (abridged)”. Архивирано из оригинала 03. 05. 2020. г. Приступљено 23. 12. 2018.
- On the Laws of War and Peace (Latin, first edition 1625)
- Logicarum disputationum quarta de postpraedicamentis; disputation, aged 14, at Leiden University
- Physicarum disputationum septima de infinito, loco et vacuo; disputation, aged 14, at Leiden University

Drugo
- „Extensive catalogue of Grotius' writings at the Peace Palace Library, The Hague”. Архивирано из оригинала 16. 05. 2011. г. Приступљено 23. 12. 2018.
- The Correspondence of Hugo de Groot (Grotius) in EMLO
- Blom, Andrew. „Hugo Grotius”. Internet Encyclopedia of Philosophy.
- Miller, Jon. „Hugo Grotius”.  Ур.: Zalta, Edward N. Stanford Encyclopedia of Philosophy.
- Hugo Grotius' Quotes